# Trespassing (album)
A Trespassing Adam Lambert második stúdióalbuma, és 2012. május 15-én jelent meg. Eredetileg március 20-án adták volna ki, azonban a háttérmunkálatok és a további felvételek miatt a dátum kicsúszott. Az album végül 2012. május 15-én jelent meg globálisan. Lambert volt a Trespassing producere és kiemelt írója,
Megjelenése után az első héten első helyen szerepelt a Billboard Hot 200 listáján, így Lambert a zenei történelem első nyíltan homoszexuális előadója, akinek ez sikerült. Az első héten közel 78 ezer példányt adtak el a lemezből. Az album nemzetközileg is jól teljesített, a legtöbb kritikus pozitív véleménnyel fogadta, kiemelte a lemez friss hangzását, amely ötvözi a '90-es évek rockzenéjét és funkját.
Az albumról három kislemezt adtak ki, a Better Than I Know Myselfet, Never Close Our Eyest és a címadó Trespassinget. 2013-ban Lambert rövid turnéra indult a lemezzel, amely a We Are Glamily fantázianevet kapta, és főként Európát és Ázsiát érintette.

## Háttérinformációk
2010 végén befejezte a világ körüli turnéját, a Glam Nationt, majd Lambert nekiállt dolgozni az új albumán, és jelentős változásokat véghez vinni a hangzásban és a kreatív munkálatokban. Az első albumának, a For Your Entertainmentnek a meghatározó stílusa a glam rock volt, az új irány viszont inkább a funk, dance és a popzene felé kanyarodott. A felvételek három városban zajlottak: Los Angeles, New York és London.
Az új stílusirányzatban egy friss zenei csapat segítette, beleértve Dr. Luke, Pharrell Williams és Bruno Mars nevét. Lambert lett a lemez és a kreatív munka executive producere, és fel kívánta tárni a személyiségét a dalokon keresztül. Az albumot, elmondása szerint, két szakaszra bontották fel, sötét és világos oldalra. Az első a szerelmi csalódásairól, szívfájdalmáról, önkereséséről, szorongásról szól, míg a második leginkább gyorsabb és vidámabb felvételeket tartogatott a hallgatók számára. „Úgy gondolom, az albumom olyan lett, mint a jin és a jang. Nem tudsz a két pólus nélkül létezni, és el kell fogadni a borongósabb napjaidat is. A lemez megírása egy egyfajta terápia is volt számomra. Segített elengedni sok rossz szellemet” - árulta el egy interjúban, 2012 májusában. Az albumon helyet kapott több személyes, szerelmes ballada is, amit akkori párjának, Sauli Koskinennek írt. Ilyen a Broken English, amit a nyelvi nehézségek ihlettek, a Naked Love, a Map és a Shady. A kritikusok egyik kedvence az Outlaws of Love lett, amelyben Lambert, mint nyílt LMBT-előadó, a melegek egyenjogúságára hívja fel a figyelmet egy popballada keretein belül.
Az eredeti kiadás, március 20-a elmaradt, hivatalosan azzal indokolva, hogy a lemezre még mindig folynak a felvételek, és több dalon is dolgoznak még. Több mint ötven felvétel után a végül tizenhét dalt tartalmazó korong 2012. május 15-én jelent meg világszerte. Lambert leírása szerint a Trespassing egy funkys, őszinte album, ami bemutatja, milyen ember ő.
2012 októberében kiszivárgott egy demó, Hold On címen, amit Prinze-cel és Nikka Costával rögzített Miami-ban.

## Promóció
Az albumot és a kislemezeket is 2012-ben kezdték el promóciózni TV-s megjelenésekkel, fellépésekkel. Adam Lambert 2012. január 17-én előadta az első kislemezét, a Better Than I Know Myselfet a The Tonight Show with Jay Lenóban. Bemutatva az új érát, Lambert minimális sminket viselt és egy klasszikus fekete öltönyt. Két nappal később ismét előadta a dalt, ezúttal Ellen DeGeneres műsorában, a The Ellen DeGeneres Showban. 

A 30. születésnapján, január 29-én fellépett a Q-Snowcase in Zell Am Seeben, Ausztriában. Előadott egy rövid akusztikus szettet, amely három új dalt tartalmazott, beleértve a Trespassinget is, amelyet Lambert a „szexi és funky” jelzőkkel illetett.
Lambert részt vett a 2012-es NewNowNext Awards-on, ahol előadta az album címadó dalát. A fellépésen bemutatta az új bandáját - váltás volt a gitáros, dobos, basszus gitáros részén, továbbá felvették két fekete háttérénekesnőt. A felállás megjelent Jimmy Kimmel Live! c. műsorban is, ahol előadták az új kislemezt, a Never Close Our Eyest, a Naked Loveot, a Cuckoo-t és a Broken Englisht. Az év tavaszát rádiós interjúk és akusztikus fellépések töltötték ki, minden fontosabb állomást érintve.
2012 nyarán Lambertnek volt pár promóciós fellépése különböző nightklubokban, fesztiválokon, beleértve Észak-Amerikát, Európát és Japánt. Márciusban Nashville-be látogatott, ahol fellépett a Six Flags San Antionióban.

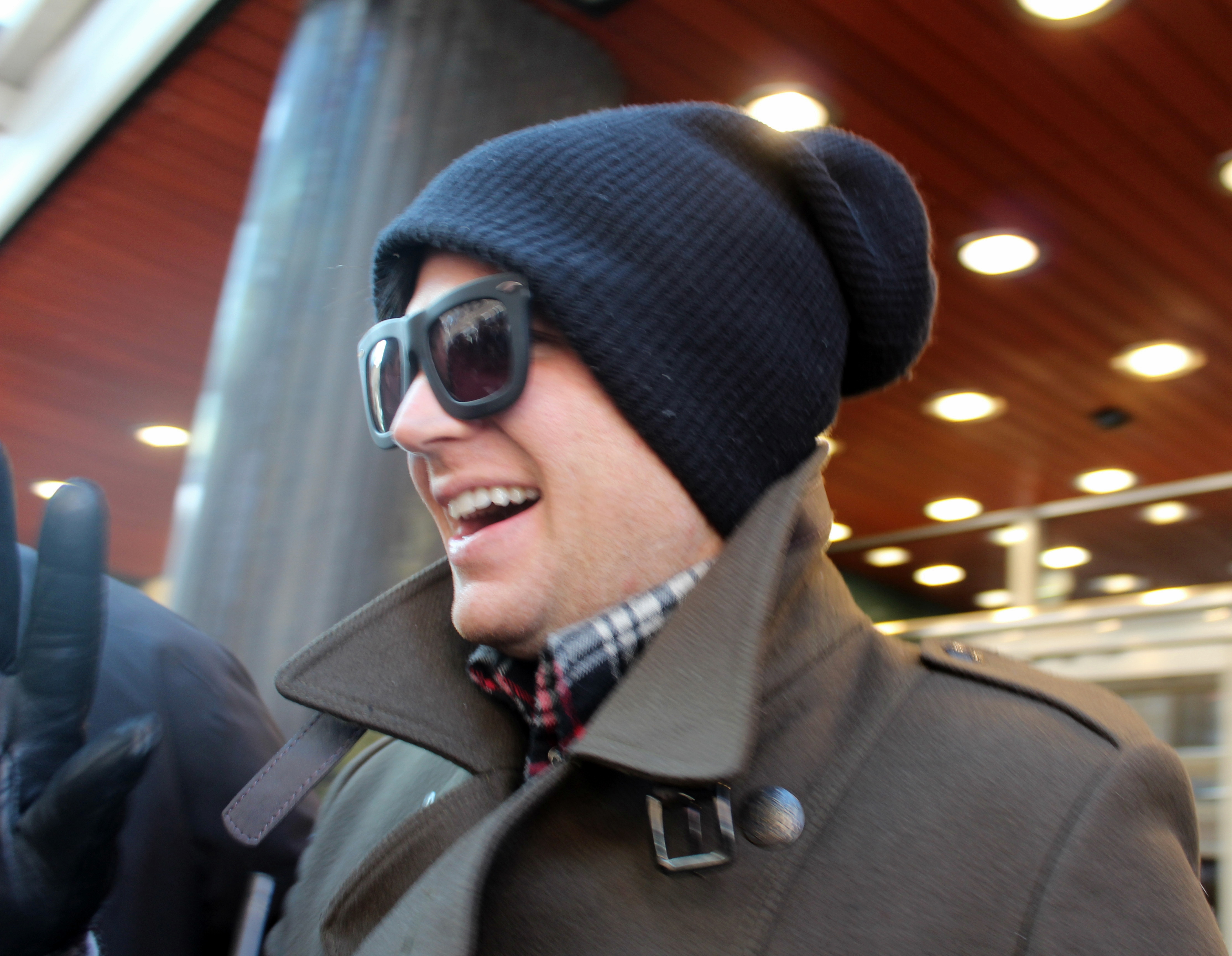
Adam Lambert a Hotel Kämp-nél, 2013. március 22-én.

Augusztus középén egy japán beszélgetős műsorban előadta a címadó dalt ismét. Az előadás egyszerű volt, azonban Lambert bemutatta az új szőke haját és a tetoválását a nyilvánosságnak. Japán után Ausztráliában töltött egy hetet, ahol különböző TV-s és rádiópromóción vett részt.
Szeptember 25-én, az egyenjogúságot és az egyneműek házasságát támogatva, Lambert fellépett Washingtonban, a 9:30 club-ban. Nem sokkal később, októberben, Kínába utazott, majd Texasba, ahol részese volt a Texas Tango koncertnek és a Live in the Vineyardnak.
2013. január 4-én Vietnamban lépett fel. A 2012-es évet pedig egy koncerttel zárta Balin.
Lambert, lezárva a Trespassing érát, mini turnéra indult, We Are Glamily néven, amely néhány ázsiai és európai dátumot tartalmazott 2013 februárja és márciusa között.
Április 14-én részt vett a Miami-i büszkeségi parádén, ahol ő volt az est főfellépője, továbbá egy interjút adott Kyle Collins-nak a show előtt.
A promóció utolsó állomásai között szerepelt a Pittsburg-i Pride utcaparádé június 15-én, és a San Diegó-i County Fair július 2-án. Június 29-én az Orlando-i Universal vidámpark programjainak egyik fellépője volt.
Július 19-én, a Trespassing-éra utolsó állomásaként showt adott a kaliforniai State Fairen, ahol előzenekar volt Allison Iraheta és a bandája, a Halo Circus.

## Kislemezek
Az első kislemez a Trespassingról a Better Than I Know Myself volt, amely digitálisan 2011. december 11-én jelent meg. A dalt Dr. Luke, Joshua Coleman, Henry Walkter és Claude Kelly írta. A kislemezt bár a kritikusok pozitívan fogadták, megbukott az Egyesült Államokban. A dal 76. helyen kezdett a Billboard Hot 100 listáján.
A második kislemezt, a Never Close Our Eyest Twitteren jelentették be, 2012. április 11-én. A dalszövegben Lambert mellett közreműködött az amerikai énekes és dalszerző, Bruno Mars. A dal premierje az énekes SoundCloud profilján volt, 2012. április 17-én. A Never Close Our Eyes második lett a Billboard Top 10 Dance Club Hit listáján, és felkerült az Egyesült Királyság Top 20 lejátszásába.
Szeptember 5-én a Dallas rádióállomásnál Lambert megerősítette, hogy a Trespassing lesz a következő kislemez, amelyen együtt dolgozott Pharrell Williamsszel. A bejelentés után egy versenyt hirdettek, a dallal kapcsolatban készíthettek a rajongók videókat. A dalhoz egy hivatalos dalszöveges videóklip jelent meg az énekes VEVO csatornáján október 4-én. A számot hivatalosan október 8-án küldték ki a rádióknak.
A 8 dalos Trespassing EP digitális és fizikai változata október 16-án jelent meg, ami elérhető Lambert hivatalos oldalán. Az EP remixeket tartalmaz Benny Benassitől, Zak Waterstől, a vAnity mAchinetől, a R3habtól, Mig & Mike Rizzótól, Robert Marvintól és Johnny Labstől.
A Trespassing 38. lett a magyar Mahasz slágerlistán. Míg az előző két kislemezhez igen, a Trespassinghez nem jelent meg hivatalos videóklip.

## A kritikusok értékelései
A zenei kritikusok legtöbbje pozitívan fogadta a Trespassing nagylemezt. A Metacritic, amely összesíti a kritikusok véleményét, 100-ból 66 véleményt talált kedvezőnek, amely átlagban pozitívnak számít. A Rolling Stone kedvező véleménnyel illette az albumot: „ez az a remek pop album, amelyet mindenki várt Adam Lamberttől”.
Az Allmusic kiemelte a fülbemászó dalokat, mint a Trespassing, Shady és a Kickin In-t, kezdve az értékelését: „Még ha az album nem is lesz sikeres, egytől egyig slágerdalok, amelyek bizonyítják, hogy Adam Lambert egy igazi popsztár, aki réges-régen a háta mögött hagyta az American Idolt.” A Slant Magazine szerint egy friss pop-albumról van szó, amely Lambert új oldalát mutatja be, és hihetetlen hangját, bár kritizálták a Better Than I Know Myself és Never Close Our Eyes dalt, mert nem érezték benne a tartalmat, csak „egy tipikus Dr. Luke tucat”.
A Billboard magazin szerint Adam hangjának karizmája és hihetetlen ereje van, aki készen áll arra, hogy felégesse az American Idol miatt felállított skatulyákat maga körül. A Rolling Stone szavazásán az év albumának választották a Trespassinget.

## Az albumon szereplő dalok listája
| 1.    | Trespassing                                   | Adam Lambert, Pharrell Williams                                         | Pharrell Williams                  | 3:29 |
| 2.    | Cuckoo                                        | Lambert, Oliver Goldstein, Bonnie McKee, Josh Abraham, Anne Preven      | Abraham, Oligee, U-Tern (add)      | 3:02 |
| 3.    | Shady (featuring Nile Rodgers and Sam Sparro) | Lambert, Lester Mendez, Sparro                                          | Mendez                             | 3:00 |
| 4.    | Never Close Our Eyes                          | Bruno Mars, Phillip Lawrence, Ari Levine, Lukasz Gottwald, Henry Walter | Dr. Luke, Cirkut, The Smeezingtons | 4:08 |
| 5.    | Kickin' In                                    | Lambert, P. Williams                                                    | Pharrell                           | 3:16 |
| 6.    | Naked Love                                    | Benjamin Levin, Ammar Malik, Dan Omelio, Goldstein, Abraham             | Abraham, Oligee                    | 3:22 |
| 7.    | Pop That Lock                                 | Lambert, Josh Crosby, Lesley Roy, Robert Marvin, Nate Campany           | Marvin, Crosby                     | 3:14 |
| 8.    | Better Than I Know Myself                     | Gottwald, Joshua Coleman, Claude Kelly, Walter                          | Dr. Luke, Cirkut, Ammo             | 3:36 |
| 9.    | Broken English                                | Lambert, Mendez, Sparro                                                 | Mendez                             | 3:37 |
| 10.   | Underneath                                    | Crosby, Catt Gravitt, Tom Shapiro, Lambert                              | Crosby, Marvin                     | 4:08 |
| 11.   | Chokehold                                     | Lambert, Goldstein, McKee, Abraham                                      | Abraham, Oligee                    | 3:51 |
| 12.   | Outlaws of Love                               | Lambert, Rune Westberg, BC Jean                                         | Westberg                           | 3:51 |
| 42:34 |                                               |                                                                         |                                    |      |

| Deluxe kiadás | Deluxe kiadás | Deluxe kiadás                                                | Deluxe kiadás             | Deluxe kiadás | Deluxe kiadás | Deluxe kiadás | Deluxe kiadás | Deluxe kiadás | Deluxe kiadás |
| #             | Cím           | Szerző(k)                                                    | Producer(ek)              | Hossz         |               |               |               |               |               |
| ------------- | ------------- | ------------------------------------------------------------ | ------------------------- | ------------- | ------------- | ------------- | ------------- | ------------- | ------------- |
| 13.           | Runnin'       | Lambert, David Marshall, Fred Williams, Catt Gravitt, Marvin | Marvin, F. Williams (add) | 3:48          |               |               |               |               |               |
| 14.           | Take Back     | Lambert, busbee                                              | busbee, J Bonilla         | 3:12          |               |               |               |               |               |
| 15.           | Nirvana       | Lambert, Abraham, Goldstein, Stephen Wrabel                  | Abraham, Oligee           | 4:22          |               |               |               |               |               |
| 53:56         |               |                                                              |                           |               |               |               |               |               |               |

| 16. | By the Rules | Lambert, Ginny Blackmore, Aeon Manahan, Matt Marston | Manahan | 3:49 |
| 17. | Map          | Lambert, McKee, Goldstein, Anne Preven               |         | 3:46 |

| Japán kiadás | Japán kiadás | Japán kiadás                         | Japán kiadás | Japán kiadás | Japán kiadás | Japán kiadás | Japán kiadás | Japán kiadás | Japán kiadás |
| #            | Cím          | Szerző(k)                            | Producer(ek) | Hossz        |              |              |              |              |              |
| ------------ | ------------ | ------------------------------------ | ------------ | ------------ | ------------ | ------------ | ------------ | ------------ | ------------ |
| 16.          | By the Rules | Lambert, Blackmore, Manahan, Marston | Manahan      | 3:49         |              |              |              |              |              |
| 57:45        |              |                                      |              |              |              |              |              |              |              |

## Slágerlisták
| Slágerlista (2012)                              | Legjobb helyezés |
| ----------------------------------------------- | ---------------- |
| Ausztrál albumlista                             | 10               |
| Belga albumlista (Flandria)                     | 64               |
| Belga albumlista (Vallónia)                     | 132              |
| Brazil albumlista                               | 8                |
| Brit albumlista                                 | 16               |
| Cseh albumlista                                 | 29               |
| Dán albumlista                                  | 10               |
| Dél-koreai albumlista'[South Korean Gaon Chart] | 16               |
| Finn albumlista                                 | 2                |
| Holland albumlista                              | 30               |
| Japán albumlista                                | 15               |
| Kanadai albumlista                              | 1                |
| Magyar albumlista                               | 1                |
| Német albumlista                                | 28               |
| Norvég albumlista                               | 32               |
| Orosz albumlista                                | 13               |
| Osztrák albumlista                              | 28               |
| Portugál albumlista                             | 19               |
| Svájci albumlista                               | 35               |
| Svéd albumlista                                 | 20               |
| Új-zélandi albumlista                           | 4                |
| U.S. Billboard 200                              | 1                |

### Év végi listák
| Slágerlista (2012) | Helyezés |
| ------------------ | -------- |
| Magyar slágerlista | 73       |
| US Billboard 200   | 188      |